# Amnesty International Belgique francophone
 (août 2022).
Amnesty International Belgique francophone est la section belge francophone d'Amnesty International (AIBF).
Elle a été créée en 1973 par quelques bénévoles dont Victor Solé.
Amnesty International Belgique francophone est une branche de l'organisation internationale de défense des droits de l'homme, Amnesty International. Fondée en 1971, Amnesty International Belgique francophone est vouée à la protection et à la promotion des droits de l'homme en Belgique et dans le monde entier.
La section francophone de l'organisation travaille en étroite collaboration avec d'autres branches d'Amnesty International dans le monde entier pour lutter contre les violations des droits de l'homme, notamment la torture, les disparitions forcées, la peine de mort, les restrictions à la liberté d'expression et de réunion pacifique, la discrimination et la violence à l'égard des femmes et des minorités.
Les membres d'Amnesty International Belgique francophone sont des bénévoles engagés dans la défense des droits de l'homme. Ils mènent des campagnes de sensibilisation, organisent des événements pour soutenir les victimes de violations des droits humains et exercent des pressions sur les gouvernements et les décideurs politiques pour qu'ils prennent des mesures en faveur de la promotion et de la protection des droits de l'homme. Au fil du temps, l'association s'est dotée d'un nombre plus important de personnel rémunéré, ce qui a un impact sur le mode de fonctionnement de l'association,.
Amnesty International Belgique francophone est financée par les dons de ses membres et de ses sympathisants, ainsi que par des subventions gouvernementales et des dons de fondations. L'organisation se veut indépendante de tout gouvernement, de tout parti politique et de toute religion, et affirme travailler de manière impartiale pour défendre les droits de l'homme de toutes les personnes, quelles que soient leur nationalité, leur race, leur sexe ou leur religion.

## Histoire et actions

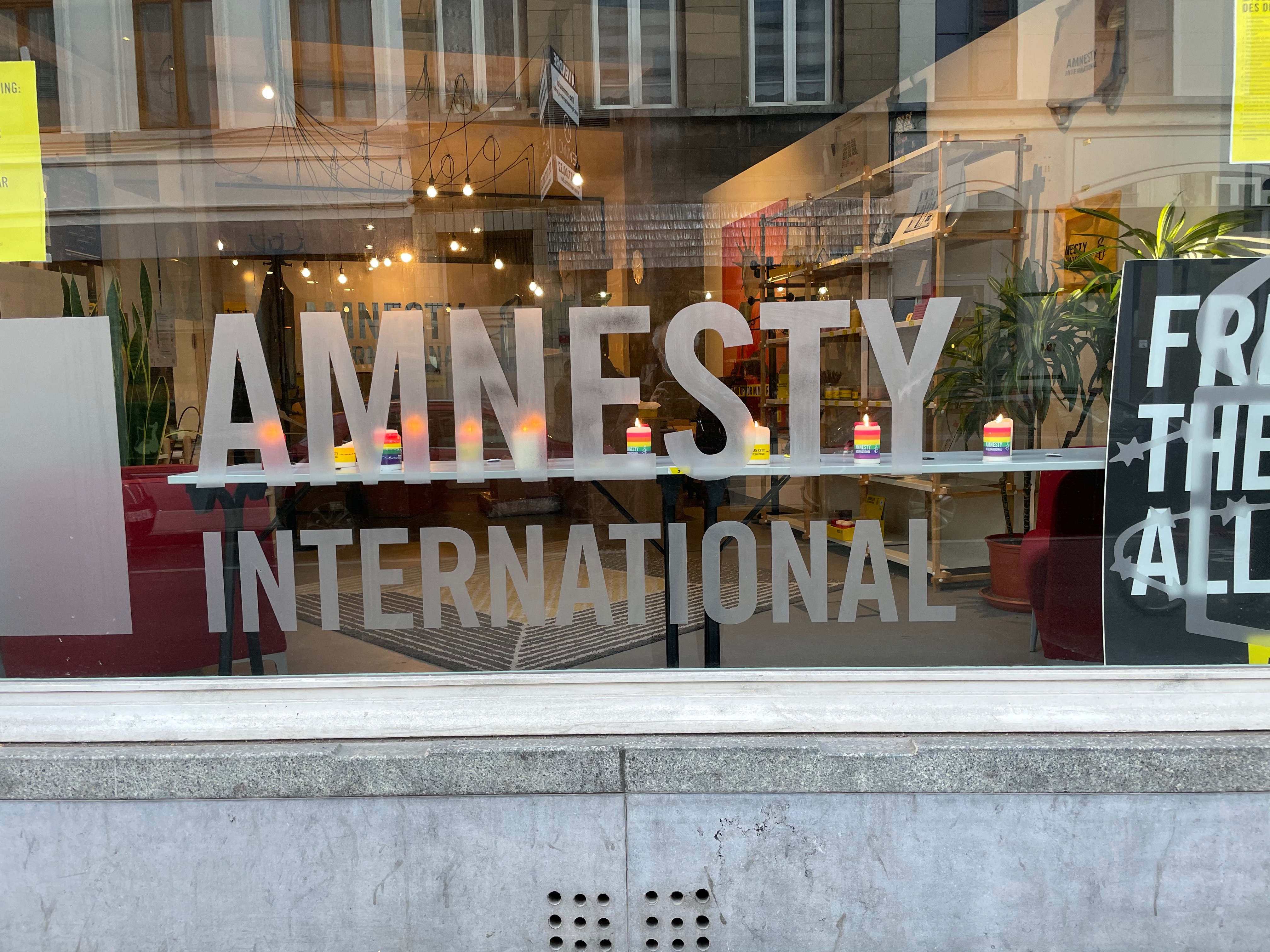

Les statuts de l'association sont publiés au Moniteur Belge le 6 septembre 1973.
Amnesty International Belgique francophone mène des campagnes d'action, de sensibilisation et de plaidoyer. Ces campagnes sont le plus souvent lancées par le mouvement international, soit relatives à la situation en Belgique.
Certaines thématiques comme la peine de mort,, ou la torture, peuvent être considérées comme des campagnes permanentes, et font régulièrement l'objet d'actions urgentes.
Depuis les années 80, Amnesty International Belgique francophone lutte pour les droits des demandeurs d'asile et des migrants en général. Une campagne intitulée « Je suis humain.e » a ainsi été mise sur pied en 2017,.
En 2004, AIBF a mis sur pied une campagne contre les violences conjugales, « Mettre fin à la violence contre les femmes, un combat pour aujourd’hui »,,. L'organisation a mené de nombreuses actions de sensibilisation et de plaidoyer à ce sujet. Cette campagne se poursuit encore aujourd'hui.
Elle intègre également la question du viol et des violences sexuelles, depuis 2014,.
La réglementation de la vente d'armes fait partie des préoccupations de l'organisation, qui se repose sur le Traité sur le commerce des armes , la position commune 2008/944/PESC adoptée par le Conseil européen, mais aussi le Décret concernant l'importation, l'exportation, le transit et le transfert de produits liés à la défense, d'autre matériel à usage militaire, de matériel de maintien de l'ordre, d'armes à feu civiles, de pièces et de munitions.
Les actions de l'organisation se traduisent régulièrement via des pétitions, en ligne notamment.
Des groupes locaux participent aux actions de l'association et récoltent également des fonds, notamment via la vente de bougies,.

## Présidents
| Année(s)  | Nom                |
| --------- | ------------------ |
| 2021      | Dominique Deshayes |
| 2017-2021 | Christel Vacelet   |
| 2014-2016 | François Graas     |
| 2011-2013 | Marie Noël         |
| 2008-2010 | Christine Bika     |
| 2006-2007 | Sven Pitseys       |
| 2003-2005 | Vincent Forest     |
| 2001-2002 | Ruth Schmitz       |
| 1999-2000 | Jean-Jules Docquir |
|           | Iwan Moxhet (†)    |
| 1992      | Pierre Cossement   |
| 1986-1990 | Eric Gillet        |
| 1985-1987 | Claude Dekoninck   |
| 1981-1985 | Amand D'Hondt      |
|           | Victor Solé (†)    |

## Direction
Jean-Claude Peto a été coordinateur de l'équipe (fonction qui a précédé celle de directeur) jusqu'en 1985 (il était présent à l'assemblée mondiale du mouvement cette année-là). 
Luc Henkinbrant lui a succédé de septembre 1986 au 31 décembre 1995.
Philippe Hensmans a occupé la fonction de directeur à partir du 1 janvier 1996. Il a quitté sa fonction (retraite) le 31 octobre 2023,.
C'est Carine Thibaut qui exerce cette fonction depuis le 1 octobre 2023.

### Financement
Elle est financée par ses adhérents et la fédération Wallonie-Bruxelles. Ses comptes sont publics.
L'organisation vend également chaque année, notamment via ses groupes locaux, des bougies.
En 2022 des joueurs de jeux-vidéos organisent un évènement au profit de l'association.

## Critiques
Les positions d'Amnesty International peuvent engendrer des controverses, qui remontent régulièrement à la surface, et notamment sur les réseaux sociaux. C'est le cas pour la peine de mort (l'association y est opposée dans tous les cas) ou pour la torture ,.[pas clair]
La position de l'association à l'égard du voile intégral (ou du voile tout simplement) fait l'objet de critiques régulières, tant dans les pays européens que dans les pays musulmans.
La publication le 1er février 2022 d'un rapport accusant le gouvernement israélien de pratiquer une politique d'apartheid a suscité de nombreuses réactions, particulièrement de la part des organisations juives et du gouvernement israélien.